# مويرا فوربس
مويرا فوربس (بالإنجليزية: Moira Forbes)‏ هي صحفية أمريكية، ولدت في 19 يوليو 1979 في موريستاون في الولايات المتحدة.